# Wilhelmine Brandt
Wilhelmine Andresine Brandt, född 25 november 1827 i Trondheim, död 22 januari 1915 i Kristiania, var en norsk genealog. Hon var dotter till Peter Andreas Brandt. 
Brandt behärskade stora områden av norsk och dansk släktforskning och utgav stamtavlor över bland annat familjerna Lossius och Brandt (1863), Ellerhusen och Gørbitz (1866), Sundt (1867), legatfamiljen Meyer (1871), Bruenech och Stabell (1872), legatfamiljen Ameln, familjerna von Tangen och Brandt (1884), Munthe-släkten (1902). Hennes huvudarbete är Familien Benkestok (1904) med uppgifter om omkring 4000 personer i Nordland. Förutom dessa arbeten levererade hon bidrag till en mängd i Norge och Danmark utkomna genealogiska arbeten. Från 1903 uppbar hon statsunderstöd.